# 陳清波
陳 清波（ちん せいは、チェン・チンポ、1931年10月1日 - 2025年1月14日）は、日本統治時代の台湾・淡水郡（現・新北市淡水区）出身のプロゴルファー。
1978年に日本に帰化し、日本名は清水 泰行。

## 来歴
16歳から生家そばの淡水GCで働き、その後は同GCで22歳の時にプロとなる。
1954年と1955年に2度来日して川奈で修行し、日本のゴルフを学ぶ傍ら、プロ入り前の杉本英世を指導。1956年には全英オープンに出場し、1959年8月に東京GC所属となって活動の場を日本に移す。同年の日本オープンで初優勝を飾ったのを皮切りに多くのタイトルを獲得していき、以降、霞ヶ関・東、小金井、相模原、我孫子などでコースレコードを多数出し、日本のトッププレーヤーに躍り出る。自身のゴルフ理論をまとめた『近代ゴルフ』（1960年発行）は多くのゴルファーのバイブルとなり、「ダウンブロー」という言葉を日本に浸透させた。
1959年日本オープンでは最終日を首位の島村祐正に9打差でスタートし、午前を1アンダーで回り、4打差になった。午後もショットの正確さは崩れず、13、14番連続バーディーなど3アンダーで回り通算イーブンパー296でホールアウト。後ろで回る島村が16番で1mのパットを外してボギーとして同じく通算イーブンパーでホールアウトし、大会初となるプレーオフに突入。翌日18ホールで争われたプレーオフでは、2番で島村が左のラフに入れ、第2打を木に当てて4オン、3パットしてダブルボギーを叩くと、3番で陳が3mのバーディーを決めて一気に3打差にする。島村が立て直せず、アウト41で陳は5打差をつけ、陳はこのリードを守り、1アンダー73で島村に5打差をつけてプレーオフを制した。
1960年の日本オープン（廣野ゴルフ倶楽部）では、最終ラウンド終了時点で2位の小針春芳に3打差をつけて首位でホールアウト。2年連続での優勝を決めたかに見えたが、途中のホールのスコアを過少申告するスコア誤記が判明して競技失格となり、小針に優勝を明け渡す結果となった。
日本プログランドマンスリーでは1960年大会にて藤井義将・石井迪夫をプレーオフで下し、1962年大会では佐藤精一を抑えて2勝目を挙げる。
1962年の関東オープンでは小野光一を抑えて優勝し、1964年には中村寅吉、1965年には小針春芳を抑え、1966年には細石憲二・小針をプレーオフで下してチャンピオンズトーナメント3連覇を達成。
ワールドカップに台湾代表として11回出場したほか、マスターズには1963年から6年連続で出場して全て予選を通過し、最高成績は1963年の15位であった。
1964年の日本シリーズでは初日に杉原輝雄が69の好スコアで2位の杉本に4打リードするが、濃霧がたちこめた2日目に杉原は76を叩き後退し、代わってコースレコードタイの68で回った杉本が首位に立つ。3日目には陳が69で追い上げて杉本と並び、2人の争いに絞られた最終日、連続バーディーでスタートした杉本が後半崩れたため、陳が優勝。
スクェアグリップから繰り出される美しいダウンブローとドローボールで一世を風靡し、ジーン・サラゼンからは「アジアのベン・ホーガン」と呼ばれた。
1978年に日本国籍を取得。
1981年からはシニアに転向し、同年には台湾出身のプロで初めて日本プロシニアを制覇。
1987年の関東オープンを最後にレギュラーツアーから引退。
2014年12月16日、石井朝夫、杉原、岡本綾子と共に第3回日本プロゴルフ殿堂入りを果たす 。
2025年1月14日、敗血症のため死去した。93歳没。

## 主な優勝
レギュラー
- 1959年 - 日本オープン
- 1960年 - 日本プログランドマンスリー
- 1962年 - 関東オープン、日本プログランドマンスリー
- 1964年 - 日本シリーズ、関東プロ、チャンピオンズ
- 1965年 - チャンピオンズ
- 1966年 - グランドモナーク、チャンピオンズ
- 1967年 - 習志野ミリオン
- 1968年 - 読売国際オープン

シニア
- 1981年 - 日本プロシニア
- 1982年 - 関東プロゴルフシニア
- 1983年 - 関東プロシニア
- 1985年 - 関東プロシニア
- 1991年 - 関東プログランドシニア、日本プログランドシニア
- 1992年 - 関東プログランドシニア
- 1993年 - 関東プログランドシニア、日本プログランドシニア
- 1999年 - 関東プロゴールドシニア、日本プロゴールドシニアトーナメント、日本プロゴールドシニア
- 2000年 - 関東プロゴールドシニア、日本プロゴールドシニア
- 2001年 - 日本プロゴールドシニア
- 2002年 - 日本プロゴールドシニア

## 著書
- 『近代ゴルフ』報知新聞社、1960年
  - 改訂版 1975年
- 『近代ゴルフ 続』報知新聞社、1961年
- 『陳清波のワンポイントゴルフ』報知新聞社、1968年
- 『基本に学ぶゴルフ 合理的な近代ゴルフのエッセンス』廣済堂出版〈アサヒゴルフライブラリー〉、1980年
- 『基本に学ぶゴルフ』（週刊アサヒゴルフ編）産報出版〈マスターズライブラリー〉、1980年
- 『イラスト モダンゴルフ』講談社、1983年
- 『ゴルフファンダメンタルズ』（聞き手：永井延宏）ゴルフダイジェスト社、2000年
- 『ゴルフの芯! いつでもいつまでも基本は不変です』ゴルフダイジェスト社、2004年
- 『いちばん美しいゴルフの基本』ゴルフダイジェスト社〈ゴルフダイジェスト新書〉、2008年